# L'Ange de Noël
L'Ange de Noël o Détresse et Charité, estrenada en los Estados Unidos como The Christmas Angel y en Gran Bretaña como The Beggar Maiden, es un cortometraje mudo francés de 1905 dirigido por Georges Méliès. Fue producida por la Star Film Company de Méliès y tiene la numeración 669–677 en sus catálogos.

## Trama
En Navidad, una niña y su familia viven en la pobreza; la madre de la niña está enferma y postrada en cama. El padre le pide a la niña que vaya a la cercana París y pida limosna. La niña encuentra una iglesia, pero los mendigos profesionales que trabajan en sus escalones la empujan a un lado y no puede obtener limosna. Intenta pedir comida en una panadería, pero la echan de nuevo. Al caer la noche, se derrumba y se queda dormida; un hombre harapiento se apiada de ella, comparte su pedazo de pan con ella y le da su chal. Después de agradecer al trapero y despedirse, la niña sigue adelante. Sola en una tormenta de nieve, se derrumba de nuevo.
Se hicieron dos finales para la película. En la versión para el público francés, la niña mendiga muere congelada después de su colapso, y el Ángel de Navidad del título lleva su alma al Cielo. En la versión para el público británico y estadounidense, una pareja rica que pasa en un automóvil rescata a la niña, la lleva a casa y le da muchos regalos a su familia. Como ha señalado la historiadora de cine Elizabeth Ezra, "estas diferencias sugieren que la predilección de la audiencia estadounidense por un final feliz ya estaba bien establecida a principios de siglo".

## Producción

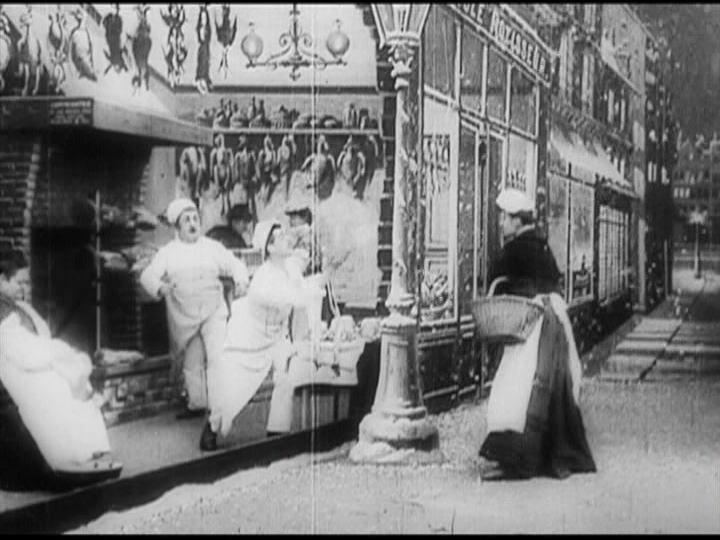
El conjunto de panadería, diseñado en sección transversal.

Méliès interpreta tres papeles en la película: el trapero, el mendigo con muletas y el vendedor de carbón. Rachel Gillet interpreta el papel principal de la mendiga (Según el catálogo estadounidense, que insiste repetidamente en que la película está ambientada en París, el nombre del personaje es Marie). El automóvil que se ve en el final británico y estadounidense se reutilizó en la película posterior de Méliès Le Raid Paris–Monte Carlo en automobile. La película se apoya más en el realismo de lo habitual para Méliès, señalando sus intentos de cambiar su estilo basado en la fantasía para adaptarse a las tendencias del cine popular.
Los efectos especiales utilizados en la película incluyen pirotecnia, nieve artificial, superposiciones y disoluciones. La película también se destaca por incluir un decorado transversal, lo que le permite a Méliès mostrar tanto el interior como el exterior de la panadería; otras películas de Méliès que presentan paisajes transversales incluyen Viaje a través de lo imposible, L'Hôtel des voyageurs de commerce ou les Suites d'une bonne cuite, Jack le ramoneur y Le Tunnel sous la Manche ou le Cauchemar franco-anglais. Otro efecto escénico se produce cuando el trapero se encuentra con la mendiga; cuando enciende su linterna para verla mejor, se agrega un flujo de luz simulado, pintado en blanco en el escenario, usando un empalme de sustitución.
En la Filmoteca de Catalunya se conserva una impresión a color con esténcil de la película. Se desconoce si Méliès autorizó la coloración, ya que el proceso de estarcido es muy inusual en su obra; normalmente, sus películas fueron coloreadas utilizando un método completamente a mano alzada supervisado por la colorista Elisabeth Thuillier.